# Возко
«Возко» (ВОЗКО) — украинский баскетбольный клуб из города Вознесенск (Николаевская область), основанный в 1996 году. Пять сезонов клуб провёл в Украинской баскетбольной Суперлиге. Расформирован в 2005 году.

## История
Профессиональная баскетбольная команда в районном центре Николаевской области Вознесенске была создана в 1996 году за счет средств местного кожевенного объединения ЗАО «ВОЗКО», которое уже обанкротилось и ликвидировано в 2015 году.. Команда была названа по аналогии с названием предприятия — «Возко». На должность главного тренера был приглашен Леонид Шиманский, который в советские годы, как игрок, провёл более десяти лет в главной баскетбольной команде области МБК «Николаев». Через четыре года под его руководством «Возко» пробился в Суперлигу. В разные годы с командой работали тренеры Балашов, Виктор Кица, Валентин Романец, Валентин Воронин. Матчи вознесенской команды в спорткомплексе «Возко» собирали до 800 зрителей. В команде выступали легионеры из стран бывшего СНГ, представители американского баскетбола. В последнем для себя чемпионате Украины 2004/2005 гг. «Возко» занял 9-е место. В 2005 году клуб был расформирован. Основной причиной, которая обусловила случившееся, являлись финансовые проблемы.